# 祥和街道 (厦门市)
祥和街道是中华人民共和国福建省厦门市同安区下辖的一个街道办事处。2022年4月8日，由祥平街道析置祥和街道。

## 行政区划
祥和街道下辖：
阳翟社区、西湖社区、西洪塘社区、祥文社区、祥晖社区、祥丰社区、卿朴村和瑶头村。